# متحف فان خوخ
متحف فان جوخ هو متحف في أمستردام بهولندا يقع بمنطقة ميدان المتاحف (بالهولندية: Museumplein)  المتحف يعرض أعمال الفنان الهولندي فينسنت فان غوخ ومعاصريه. وهو يملك أكبر مجموعة من لوحات وأعمال فان غوخ في العالم.

## المعرض الرئيسي
المعرض الرئيسي بالمتحف يسرد مراحل حياة فان غوخ من الطفولة مرورا بمراحل حياته العاطفية حتى وفاته. ويبرز المعرض بعض أهم لوحاته منها آكلو البطاطا وغرفة نوم في آرل و أحد سلسلة لوحات عباد الشمس بالخلفية الصفراء.

ويحتوي المعرض على عدة أعمال فنية متنوعة من القرن التاسع عشر 

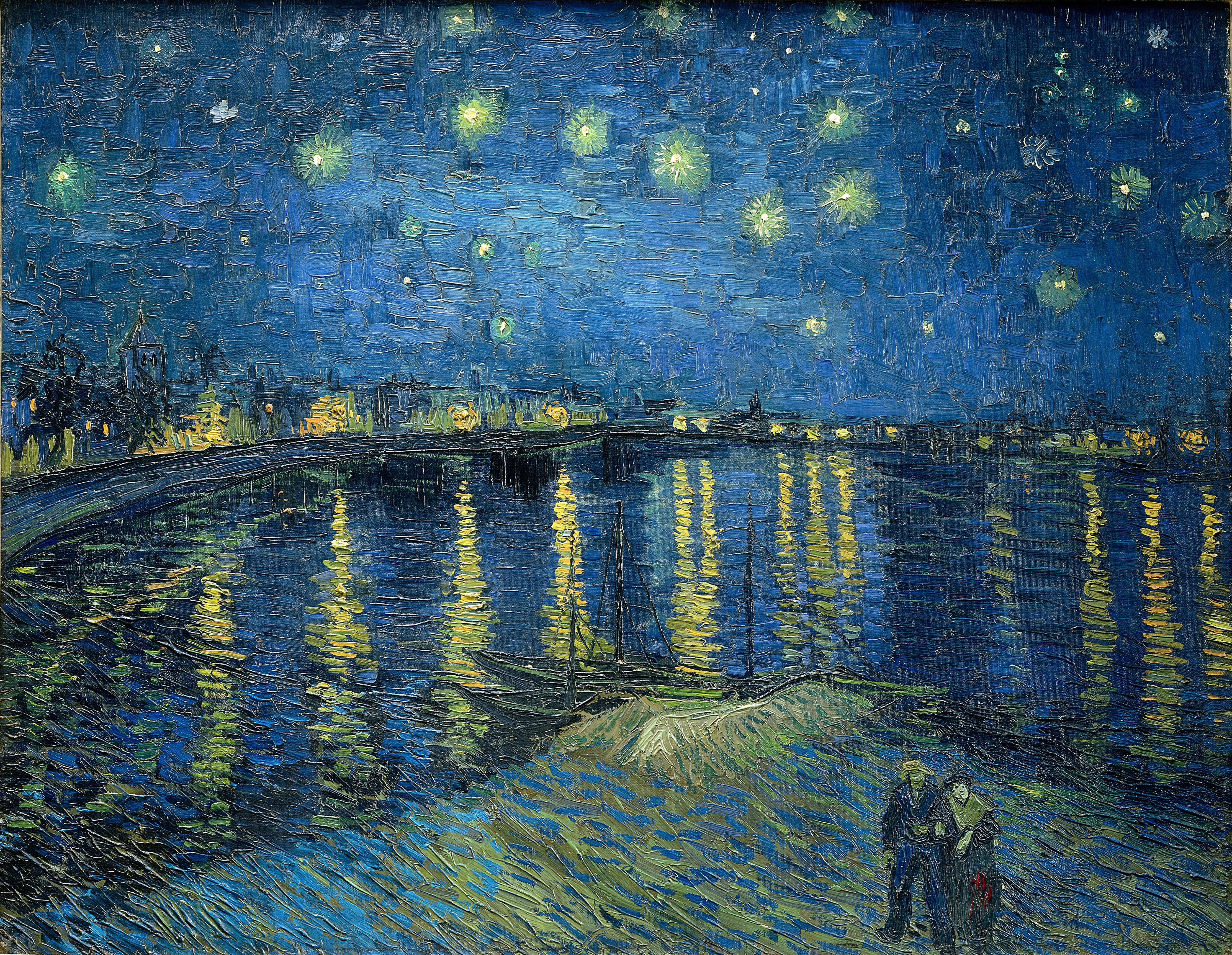
لَيلَة النُجومْ على نَهر الرونْ ، بريشة فان جوخ 1890، متحف فان جوخ ، أمستردام.
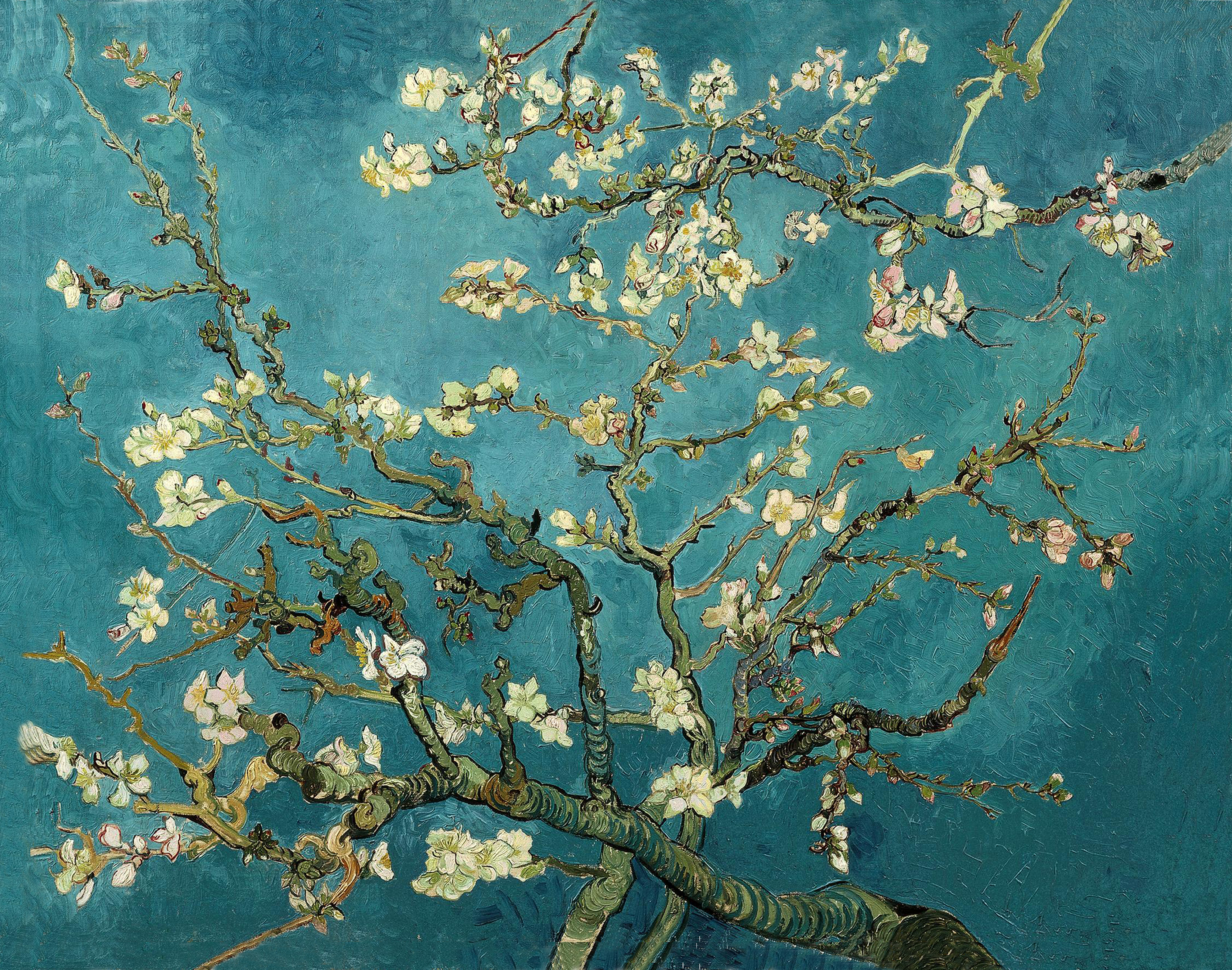
فِروع شَجرَة اللَوز المُزهِرة ، بريشة فان جوخ 1888، متحف فان جوخ ، أمستردام.
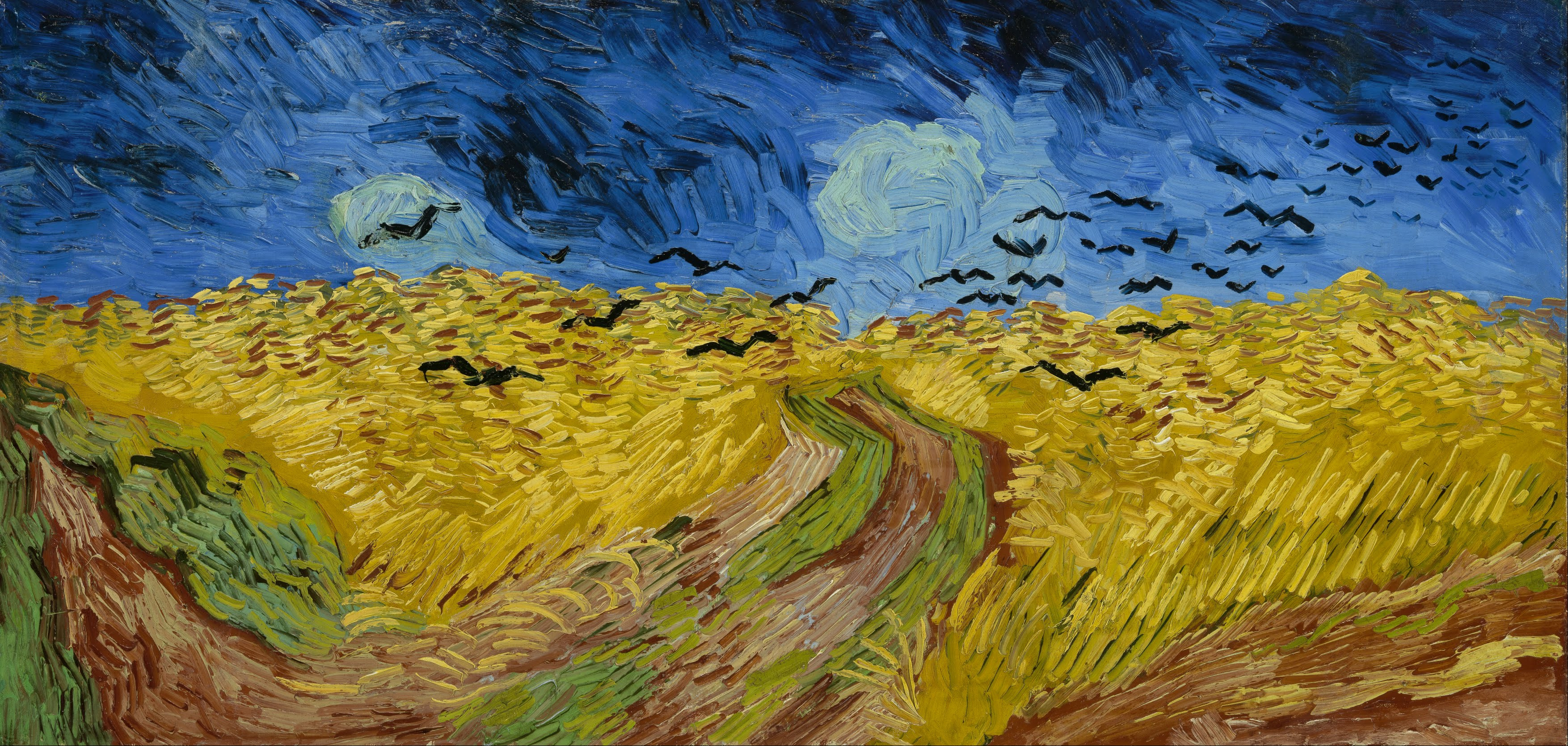
حَقِل قَمحْ مَع غُربان ، بريشة فان جوخ 1890، متحف فان جوخ ، أمستردام.

## سرقة مقتنيات المتحف
في 7 ديسمبر 2002 سرقت لوحتان من أعمال فان غوخ: منظر البحر في شيفيننغن و الكنيسة الإصلاحية في نوينن.
وفي 12 ديسمبر 2003 تم إلقاء القبض على أوكتاف دورهام في إسبانيا  كما تم القبض على هنك بيسلين في أمستردام عام 2003 أيضا. وتم الحكم عليهما بالسجن 4 سنوات ونصف و4 سنوات في 8 أبريل 2005 وتم تغريمهما مبلغ 350,000 يورو.
وحتى الآن لم يتم استرداد اللوحتين بسبب ثغرات في القانون الهولندي، ويستطيع كلا السارقين أن يدعيا ملكية اللوحتين بعد 20 أو 30 عاما.

## وصلات خارجية
- الموقع الرسمي للمتحف